# Памятник жертвам смоленской авиакатастрофы (пл. Пилсудского)
Памятник жертвам Смоленской авиакатастрофы 2010 года — монумент, расположенный на площади маршала Юзефа Пилсудского в Варшаве, в память о 96 жертвах крушения польского Ту-154м в Смоленске в 2010 году. Памятник был построен Общественным комитетом по строительству памятников памяти президента Польши Леха Качиньского и жертвам Смоленской трагедии 2010 года по проекту художника-скульптора Ежи Калины и открыт 10 апреля 2018 года.

## Описание
Мемориал представляет собой чёрную лестницу, форма была выбрана на конкурсе. На памятнике перечислены имена всех 96 жертв Смоленской катастрофы. Работы над памятником начались в феврале 2018 года , когда мазовецкий воевода Здислав Сипьера дал разрешение на его сооружение, несмотря на то, что ранее, в январе того же года, Варшавский совет отказался дать разрешение на сооружение памятника на этом месте. Согласие воеводы сделало возможным проведение работ по возведению памятника, поскольку в октябре 2017 года министр инфраструктуры и строительства Анджей Адамчик издал постановление о выводе площади Пилсудского из-под городской опеки и передаче её воеводе, который, в свою очередь, взял на себя управление площадью.

## Открытие
Памятник был открыт 10 апреля 2018 года с представителями семей жертв крушения польского Ту-154М в Смоленске, присутствовали Ярослав Качиньский, Марта Качиньская с дочерьми, Ева Кохановская, Анджей Мелак и Малгожата Вассерманн.

## Происшествия
- 10 октября 2023 года Ярослав Качиньский во время возложения цветов к памятнику уничтожил[5] находившийся там венок с надписью:

В память о 95 жертвах Леха Качиньского, который, игнорируя все процедуры, приказал пилотам приземлиться в Смоленске в крайне сложных условиях. Покойтесь с миром. Польский Народ. ПРЕКРАТИТЕ СОЗДАВАТЬ ЛОЖНЫХ ГЕРОЕВ!Оригинальный текст (пол.)Pamięci 95 ofiar Lecha Kaczyńskiego, który ignorując wszelkie procedury, nakazał pilotom lądować w Smoleńsku w skrajnie trudnych warunkach. Spoczywajcie w pokoju. Naród Polski. STOP KREOWANIU FAŁSZYWYCH BOHATERÓW!
В прокуратуру было подано три заявления на Качиньского.
- 14 октября 2023 года неизвестный залез на памятник и угрожал взорвать себя. В момент происшествия памятник полицией не охранялся[7]. Впоследствии полиции удалось уговорить его слезть, после чего он был задержан[8][9].